# Raymond IV av Tripoli
Raymond IV av Tripoli, född 1100-talet, död 1199, var regerande greve av Tripolis från 1187 till 1189.